# Marija Wiktorowna Korowina

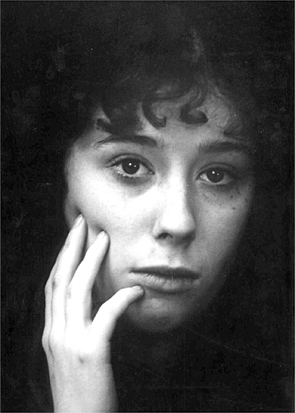
Marija Wiktorowna Korowina (ca. 2000)

Marija Wiktorowna Korowina (russisch Мария Викторовна Коровина; * 14. Juni 1962 in Moskau) ist eine sowjetisch-russische Mathematikerin und Hochschullehrerin.

## Leben
Nach dem Besuch der Moskauer Physik-Mathematik-Schule Nr. 179 studierte Korowina an der Lomonossow-Universität Moskau (MGU) in der Fakultät für Computermathematik und Kybernetik (WMK). Nach dem MGU-Studienabschluss unterrichtete Korowina am Moskauer Institut für Bauingenieurwesen (seit 1993 Staatliche Universität für Bauwesen) am Lehrstuhl für Höhere Mathematik.
Nach der Aspirantur an der WMK-Fakultät der MGU bei Jewgeni Iwanowitsch Moissejew verteidigte Korowina 1991 mit Erfolg ihre Dissertation über das Cauchy-Problem bei überbestimmten Systemen linearer Differentialgleichungen im Raum der holomorphen Funktionen für die Promotion zur Kandidatin der physikalisch-mathematischen Wissenschaften.
1991 wurde sie wissenschaftliche Mitarbeiterin der MGU im Internationalen Laboratorium für mathematische Methoden der Informatik und Verwaltung. 1994 wurde sie Assistentin am Lehrstuhl für Allgemeine Mathematik der WMK-Fakultät, und 2003 Dozentin. 2005 verteidigte sie mit Erfolg ihre Doktor-Dissertation über elliptische Probleme in asymptotischen Räumen und ihre Anwendungen auf die Konstruktion selbstadjungierter Erweiterungen des Laplace-Operators für die Promotion zur Doktorin der physikalisch-mathematischen Wissenschaften. 2007 folgte die Ernennung zur Professorin.